# Захист свідків

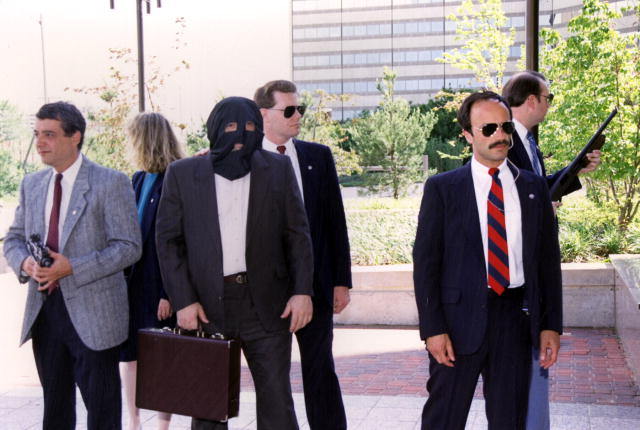
Свідок під прикриттям спецслужб, США

Захист свідків — сукупність організаційно-правових та спеціальних заходів, спрямованих на забезпечення захисту свідків, які знаходяться під загрозою. Здійснюється до, під час та/або після суду. Хоча свідок може тільки потребувати захисту до закінчення суду, деяким свідкам надається нове ім'я та місце проживання і вони можуть прожити все життя під охороною держави.
Захист свідків, як правило, потрібен в судових процесах щодо організованої злочинності, де правоохоронці бачать ризик для свідка піддаватись тиску або ризику фізичного знищення представниками відповідача. Він також використовується при судах, що розглядають військові злочини.
Не всі країни мають офіційні програми захисту свідків, але в конкретних випадках місцева поліція може здійснювати неофіційний захист в міру необхідності.

## Захист свідків за країною

### США
У США захист свідків законодавчо закріплений Законом про контроль над організованою злочинністю від 1969 року. Багато штатів мають власні програми захисту свідків поза федеральною програмою захисту свідків. Такі програми забезпечують менший захист, ніж федеральна програма.

### Німеччина
У Німеччині процедура захисту свідків регулюється законом «Про регулювання питань забезпечення захисту свідків, яким загрожує небезпека» прийнятим в 1998 році.

### Україна
В Україні охорону свідків здійснюють спецпідрозділи МВС.